# Казе Агоста (Трапани)
Казе Агоста је насеље у Италији у округу Трапани, региону Сицилија.
Према процени из 2011. у насељу је живело 25 становника. Насеље се налази на надморској висини од 108 м.